# 大野愛地
大野 愛地（おおの あいち、1989年3月7日 - ）は、京都府八幡市出身のブレイクダンサー、Dリーガー。ヘッドスピンの世界記録保持者。ギネス公式認定記録は1分間で142周。
京都府立八幡高等学校、大阪国際大学国際コミュニケーション学科卒業。ロサンゼルス在住。
日本ではダンス番組やバラエティー番組問わずテレビ出演、またはスマートフォンなどのCM、様々な企業CM、アーティスト・バックダンサー、ミュージカルなど、海外にも拠点を持ちながら世界中で幅広く活動している。D.LEAGUE「LIFULL ALT-RHYTHM」のメンバー。
またアメリカでは2012年よりグラミー賞優秀ダンスアルバム賞、Hip-Hop Nation Awards 優秀新人賞にノミネートされた「LMFAO」から公式オファーを受け、全米ツアー・カナダツアー・メキシコツアー・ロシアツアー・ヨーロッパツアー・アジアツアーと、これまで全世界5大大陸47カ国200以上の主要都市においてパフォーマンスを行う。
2016年に全米テレビ芸術・科学アカデミーが年間最優秀の番組、出演者、作曲者などに与えられる「エミー賞」をQuest Crewとして受賞している。
またアイドルグループ「嵐」のディレクションにも携わっている。

## 来歴
2002年3月
- 当時13歳。兄の影響でブレイクダンスを始める。

2002年8月
- TV番組「ウルトラショップ」に出演。初のTV出演。

2006年8月
- ドイツTV番組「GUINNESS WORLD RECORDS」に生出演し、当時ヘッドスピンのギネス記録を保持していたベニーキモト(スイス)の持っている62周の記録を上回る89周を記録。見事GUINNESS WORLD RECORDSに認定。

2007年11月
- ブレイクダンスの世界大会「BATTLE OF THE YEAR」に日本代表として出場し、BEST SHOWを受賞。

2007年11月
- 「マッスルミュージカル」にゲスト出演する。

2007年12月
- 香港大使館へ招待され、カウントダウンパーティーに出席。ギネス記録に挑戦し、109周を記録。

2008年5月
- B'z LIVE GYM「ACTION!」のバックダンサーを務める。

2010年11月
- TV番組「みのもんたの朝ズバッ!」に生出演し、自身の持つ記録を大きく塗り替える135周を記録。

2012年4月
- 海外アーティストのLMFAOからオファーされ、渡米。全米ツアー、世界ツアーを共にしている。また、同時期にアメリカン・ベスト・ダンスクルーの勝者とされるQuest Crewにメンバー入りを果たす。

2016年11月
- 米国テレビ芸術科学アカデミー（The Academy of Television Arts & Sciences）の主催で、アメリカのテレビドラマを始めとする番組のほか、テレビに関連する様々な業績に与えられる賞、エミー賞（Emmy Award）を受賞。

2022年11月
- D.LEAGUE 22-23SEASON ROUND.3に、LIFULL ALT-RHYTHMのSP DANCERとして出場。演技時間2分15秒を全てヘッドスピンするという演技でチームの勝利に貢献。

2024年7月
- D.LEAGUE 24-25SEASONよりLIFULL ALT-RHYTHMへ加入することが発表された。

## 人物
兄の影響でブレイクダンスを始めた事から、兄に恩返ししたいと語っている。またプロ・ブレイクダンサーとして仕事をしているダンサーはまだまだ少ないため、ヘッドスピンを武器にその先駆者として世界中で活動している。

## テレビ
- 日本テレビ放送『第86回欽ちゃんと香取信吾の仮装大賞』 - 『つむじ風』でファンタジー賞を獲得した。
- NHK『第65回NHK紅白歌合戦』 - 嵐のバックダンサーの一員として参加[2]。

## CM
- 大阪国際大学
- 24 時間テレビ
- ズームイン Super!
- KBS カルチャー
- DOCOMO「Xperia AX」
- Cafe De Paris
- プロミス Pentel「Orenz」
- Google Sony「WF:1000X」

## アーティスト・ツアー
- B'z Live GYM 全国ツアー『Action!!』
- w-inds.『10th Anniversary BEST LIVE TOUR 2011』
- LMFAO『SPRINGROOVE 2012』
- LMFAO『USA&CANADA TOUR』
- LMFAO『RUSSIA TOUR』
- LMFAO『WORLD TOUR』(ASIA&EUROPE)
- AKB48『まだまだやらなきゃいけないことがある』
- 嵐『感謝カンゲキ雨嵐 &GUTS!』 etc...

## 企画構成
- B'z Live GYM 全国ツアー『Action!!』
- w-inds.『10th Anniversary BEST LIVE TOUR 2011』
- LMFAO『SPRINGROOVE 2012』
- LMFAO『USA&CANADA TOUR』
- LMFAO『RUSSIA TOUR』
- LMFAO『WORLD TOUR』(ASIA&EUROPE)
- AKB48『まだまだやらなきゃいけないことがある』
- 嵐『感謝カンゲキ雨嵐 &GUTS!』 etc...